# Tres palabras (The X-Files)
«Three Words» es el decimosexto episodio de la octava temporada (y el episodio 177 en general) de la serie de televisión de ciencia ficción The X-Files. Se emitió por primera vez en los Estados Unidos y Canadá el 8 de abril de 2001, en Fox. Escrito por los productores ejecutivos Chris Carter y Frank Spotnitz, y dirigido por Tony Wharmby, explora la mitología general de la serie. Obtuvo una calificación Nielsen de 7,6, fue visto por 7,77 millones de hogares y recibió críticas mixtas a positivas de los críticos de televisión.
El episodio se centra en los agentes especiales del FBI Fox Mulder (David Duchovny), Dana Scully (Gillian Anderson) y John Doggett (Robert Patrick), quienes trabajan en casos vinculados a lo paranormal, llamados expedientes X. Cuando un hombre es asesinado a tiros en el jardín de la Casa Blanca que intentaba informar al presidente de una invasión extraterrestre pendiente, Mulder lleva a cabo en secreto su propia investigación, pero pronto se le pasa por la cabeza mientras trata de exponer más evidencia de colonización.
El episodio fue escrito para señalar la salida de Mulder del FBI. Los productores y escritores sintieron que, si el personaje de Mulder tenía una salida limpia, el programa podría enfocarse más fácilmente en los personajes de John Doggett y Monica Reyes en la siguiente temporada. La ex estrella de la serie y actor recurrente David Duchovny declaró más tarde que estaba feliz de ver a su personaje partir de esta manera.

## Argumento
Al amparo de la oscuridad, un hombre no identificado salta la cerca de la Casa Blanca y es interceptado por personal del Servicio Secreto. Mientras lucha con ellos, saca un arma y se dispara accidentalmente. Sangrando en el suelo, les entrega un disco de computadora, rogándoles que se lo den al presidente. Tres palabras están escritas en el disco: FIGHT THE FUTURE.
Mientras aún está en el hospital, Fox Mulder (David Duchovny) recuerda cómo fue torturado en la nave extraterrestre. Dana Scully (Gillian Anderson) entra con el Dr. Lim y le dan una sorprendente buena noticia: la afección neurológica que lo estaba matando antes de su desaparición, ha desaparecido y se encuentra en perfecto estado de salud. Mulder regresa a su apartamento con Scully y la felicita por el embarazo que había buscado durante mucho tiempo. Mientras tanto, en prisión, un bibliotecario recluso le da al exlíder del culto ovni Absalom un libro sobre el apocalipsis. Oculto en su interior hay un artículo periodístico sobre el hombre que saltó la valla. Absalom luego escapa durante unos trabajos al atacar a un guardia.
En la sede del FBI, el subdirector Alvin Kersh informa a John Doggett (Robert Patrick) y Walter Skinner (Mitch Pileggi) que Mulder ha solicitado su reincorporación a los expedientes X. Tiene la intención de negar la solicitud, alegando un mayor porcentaje de éxito con Doggett. Kersh ignora las defensas de Mulder de Doggett y Skinner, percibiéndolo como un cruzado no apto para el trabajo adecuado de la Oficina. Doggett luego encuentra a Absalom esperándolo en casa con un arma, exigiendo que Doggett muestre la nuca para confirmar que no es un supersoldado. Le dice a Doggett que el hombre asesinado en la Casa Blanca, Howard Salt, murió por lo que sabía sobre una invasión extraterrestre.
Absalom pega con cinta adhesiva su arma a la espalda de Doggett en un plan para obtener la información de Salt, con Doggett utilizado como rehén. Los dos intentan colarse en la base de datos de la oficina del censo, que según Absalom contiene datos que muestran que los extraterrestres ya están aquí. Desafortunadamente, el plan falla cuando un escáner de rayos X detecta el arma. Absalom es asesinado a tiros por la seguridad. Más tarde, Mulder acusa a Doggett de intentar deliberadamente encubrir la verdad al preparar a Absalom para que lo maten, por lo que Doggett se ofende mucho. Doggett luego se encuentra con su enlace, Knowle Rohrer, quien revela que la contraseña de la oficina del censo es Fight the Future.
A través de Scully, Doggett le da la contraseña a Mulder. Mulder irrumpe en la oficina del censo con la ayuda de los Pistoleros solitarios, buscando datos informáticos. Doggett pronto llega y se da cuenta de que la filtración de la contraseña era una trampa. Después de una amarga discusión, y cuando tanto Scully como los Pistoleros le revelaron a Mulder la llegada de mercenarios de operaciones negras a la escena, se ven obligados a irse. Doggett confronta a Rohrer por la pista falsa, pero Rohrer afirma que solo estaba tratando de ayudar a Doggett a saber la verdad. Cuando Doggett y Skinner se van, se ven extrañas protuberancias en la nuca de Rohrer.

## Producción
«Three Words» fue escrito por los productores ejecutivos Chris Carter y Frank Spotnitz, dirigido por Tony Wharmby y vio a Nelson Mashita retomar su papel de Doctor Lim, después de haber aparecido en el episodio anterior «Deadalive». Judson Scott también hizo su tercera aparición en la serie como el líder de culto Absalom, retomando el papel de «Deadalive» y «This Is Not Happening». La escena del campo de béisbol fue filmada en Cheviot Hills Park, en Los Ángeles; el parque se había utilizado previamente en el episodio de la sexta temporada «The Unnatural» y luego se reutilizaría en el episodio de la novena temporada «Lord of the Flies».
En el episodio, Mulder se prepara para enviar su solicitud para ser reasignado a la división de los expedientes X. Mientras tanto, el jefe de Mulder, el subdirector Kersh, le informa a Doggett que tiene la intención de rechazar la solicitud. Como la octava temporada casi había terminado, los productores y escritores decidieron rechazar la readmisión de Mulder en el FBI como una forma de incorporar a John Doggett y Monica Reyes a la serie como las nuevas estrellas principales de la novena temporada. David Duchovny estuvo de acuerdo con este método y señaló: «Pensé completamente que era correcto que deberían tratar de enfocarse en otra parte y que, dado que iba a regresar para la segunda mitad de la octava temporada, si tuviera que volver a enfocarse en lo que fuera Mulder está haciendo, estarías en la misma pésima situación al comienzo de la novena temporada».

## Emisión y recepción
El episodio se emitió por primera vez en Fox el 8 de abril de 2001, y obtuvo una calificación Nielsen de 7,6, lo que significa que fue visto por el 7,6% de los hogares estimados de la nación. «Three Words» fue visto por 7,77 millones de hogares y se clasificó como el episodio número 32 más visto durante la semana que finalizó el 8 de abril. Fox promocionó el episodio con el lema «¿Quién controlará los expedientes X?» El episodio más tarde se incluyó en The X-Files Mythology, Volume 4 - Super Soldiers, una colección de DVD que contiene entregas relacionadas con la saga narrativa de los supersoldados extraterrestres.
«Three Words» recibió críticas mixtas a positivas de los críticos. Robert Shearman y Lars Pearson, en su libro Wanting to Believe: A Critical Guide to The X-Files, Millennium & The Lone Gunmen, calificaron el episodio con cinco estrellas de cinco, calificándolo de «extremadamente bien interpretado por todos los involucrados». Shearman y Pearson sintieron que el episodio era similar al anterior «Per Manum» y era algo formulado; sin embargo, señalaron que este fue un paso necesario y positivo hacia la redefinición de la serie después de los cambios realizados en sus últimas dos temporadas y explicaron que «el objetivo de todo esto es solo para enfatizar cuán diferente se siente ahora el universo de The X-Files, la familiaridad de la ingredientes solo haciéndonos más conscientes de que la mezcla nunca volverá a ser la misma». Escribiendo para Television Without Pity, Jessica Morgan calificó el episodio con una «B», aunque sintió que en esta etapa la mitología de la serie se movía «en círculos concéntricos de dolor y confusión».
Zack Handlen de The A.V. Club otorgó al episodio una «B+» y escribió que el episodio «encuentra a Duchovny de pie y listo para la acción, y le da una nueva energía al papel». Disfrutó de la forma en que el programa presentó la historia como una en la que «pasamos tanto tiempo viendo a Mulder desde afuera como viendo los eventos desde su perspectiva», porque «hace que las cosas sean interesantes». Handlen también escribió que si bien el episodio no alcanzó las notas emocionales que su predecesor, «Deadalive», sí fue «más fuerte en cuanto a la trama» y construido para una «conclusión inevitable en el estilo clásico de X-Files».
No todas las críticas fueron positivas; Tom Kessenich, en su libro Examinations, le dio al episodio una crítica mixta y escribió: «Este fue un episodio que prometía tremendamente y Carter y Spotnitz casi lo hicieron bien. Lamentablemente, no se involucraron total e inteligentemente en el regreso de Mulder». Paula Vitaris de Cinefantastique le dio al episodio una crítica en gran parte negativa y le otorgó una estrella y media de cuatro. Vitaris escribió que, a pesar de abrir «con una actuación tremendamente conmovedora de [David] Duchovny», el episodio se convierte en «una oportunidad perdida de explorar la psique de una persona que ha sufrido tortura».